# マーシャル・ネデリン (ミサイル追跡艦)
マーシャル・ネデリン（まーしゃる・ねでりん、ロシア語: ≪Маршал Неделин≫、ラテン文字表記：Marshal Nedelin）はソビエト連邦（ソ連）・ロシア連邦のミサイル追跡艦で、マーシャル・ネデリン級ミサイル追跡艦のネームシップである。計画名は1914計画で、暗号名は「ザディアーク」（ロシア語：Зодиак、ラテン文字表記：Zodiak、「黄道帯」の意）。艦名の「マーシャル（ロシア語：Маршал、ラテン文字表記：Marshal）」は「元帥」の意味で、その名の通り兵科総元帥であるミトロファン・ネデリンの名前から艦名が採られた。

## 建造
1974年7月16日のソ連閣僚会議議決第577-195号、同年8月19日のソビエト連邦国防省省令第00493号と閣僚会議の決議によって建造が決定された。 1977年8月24日のソ連閣僚会議議決第744-244号、および9月13日のソ連国防省省令第00489号により、バルスドプロク中央設計局で後にソ連国家賞を受賞する造船技師ドミトリー・ソコロフの指導の下で設計され、レニングラード（現・サンクトペテルブルク）アドミラルティ造船所で建造されることとなった。
1977年11月19日、1 番艦「マーシャル・ネデリン」は起工され、1981年10月30日に進水した。
1982年7月7日には、艦の係留試験が始まった。1983年12月には海上試験が始まり、国務委員会委員長のエブゲニー・ヴォロブエフ中将の命令で、氷海での航行試験も行われた。フィンランド湾での耐氷構造の試験は過酷だったが、砕氷船無しでレニングラードまで帰還することができた。
1984年3月26日、2代目艦長に一等艦長のV.F.ヴォルコフが就任し、「マーシャル・ネデリン」は同年8月20日に就役した。

## 運用
「マーシャル・ネデリン」は、就役後太平洋艦隊に配属され、閉鎖都市だったペトロパブロフスク・カムチャツキー50（現・ヴィリュチンスク）を定係港とした。特に1987年から1989年に非常に積極的に使用され、「マーシャル・ネデリン」の航行距離は数年で20年以上運用されていたシビール型ミサイル追跡艦のほぼ半分に達した。
1985年6月8日には、ソユーズT-13と太陽電池の故障で宇宙を漂流中だったサリュート7号のドッキングと、サリュート7号の復旧を支援した。
1986年3月15日から5月31日まで、「マーシャル・ネデリン」は南緯17度00分 西経161度00分 / 南緯17.000度 西経161.000度からソユーズT-15宇宙船の通信を中継して、サリュート7号からミールへの機器転送操作を支援した。1988年11月15日、「マーシャル・ネデリン」は南緯45度00分 西経133度00分 / 南緯45.000度 西経133.000度からエネルギアロケットの打ち上げと宇宙往還機「ブラン」の無人飛行を追跡した。この間に、「マーシャル・ネデリン」は新型大陸間弾道ミサイルの試験に繰り返し参加した。

### 係留
ペレストロイカの風が吹き荒れる中、「マーシャル・ネデリン」は計画に基づきウラジオストクのダルザヴォート造船所で修理中だった。主機や航法機器、コンピューターの更新のための部分的な測定機器の交換が予定されていたが、遅々として進まないため、1990年12月に役員会議は当時のドミトリー・ヤゾフ国防大臣に手紙を書いた。しかし、ソ連国防省は委員会の設置や検査官を送るなどの対応をせず、船はウラジオストク港に保管される中でソビエト連邦の崩壊に遭遇し、造船所の岸壁に係留された。しかし太平洋艦隊の予算不足は続き、「マーシャル・ネデリン」は修理もされなければ解体もされなかった。
1996年には荒天で哨戒艦艇が乗り上げて、甲板の機器が破損した。未解決の問題が続く中で「マーシャル・ネデリン」は金角湾の障害物になり、ユリシーズ湾に移動した。

### 除籍・解体
1998年5月30日、「マーシャル・ネデリン」は除籍された。
2000年5月末、「マーシャル・ネデリン」は砕氷船「マガダン」に曳航されてユリシーズ湾を出港し、解体のためにインドのグジャラート州アランに向かった。 1か月後、「マガダン」と「マーシャル・ネデリン」はアラン沿岸に到着、「マーシャル・ネデリン」は曳航を絶たれて解体された。